# Die Wende

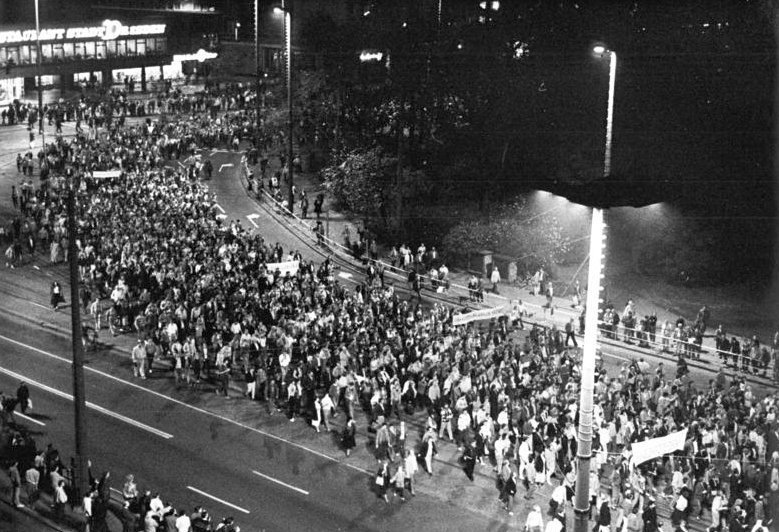
Wekelijkse "Montagsdemonstration" in Leipzig

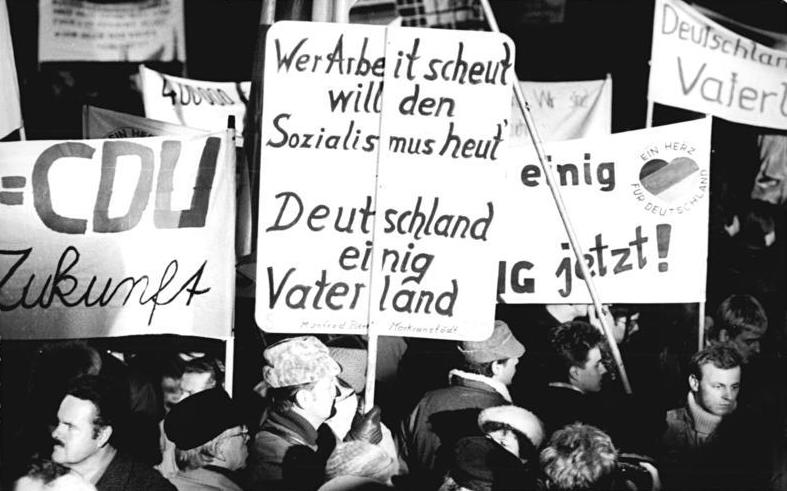
Wekelijkse "Montagsdemonstration" in Leipzig

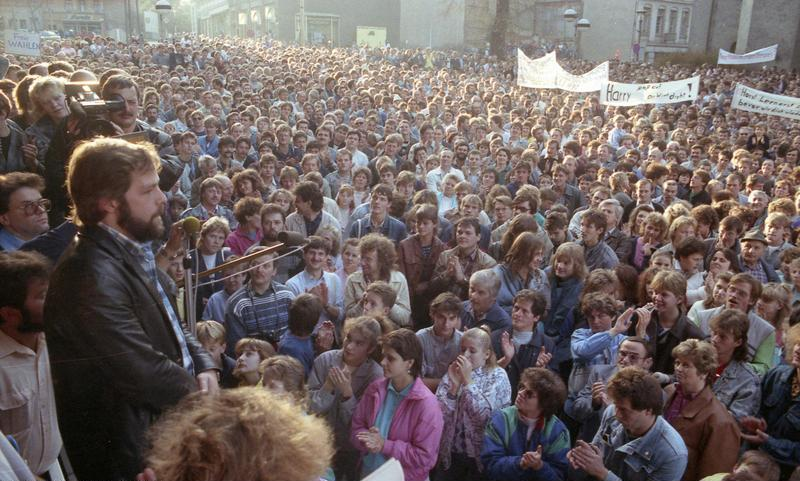
Plauen, 30 oktober 1989, demonstratie voor het stadhuis

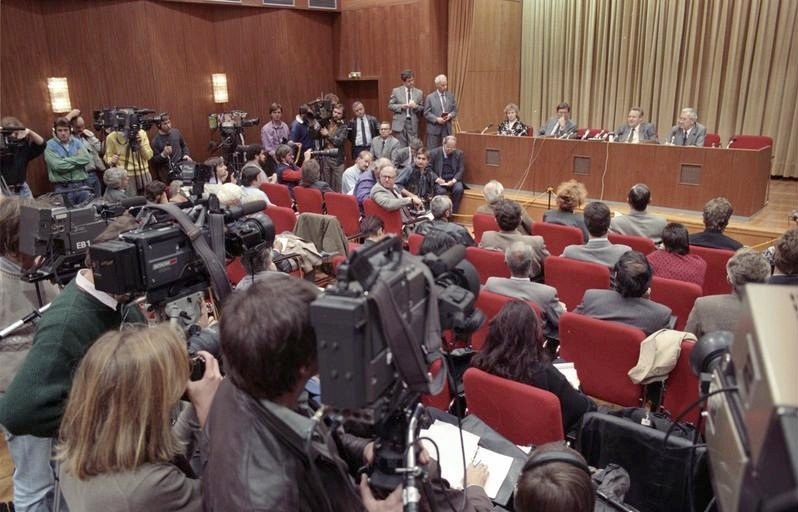
De persconferentie op 9 november waar per ongeluk werd aangekondigd dat de grens geopend zou worden

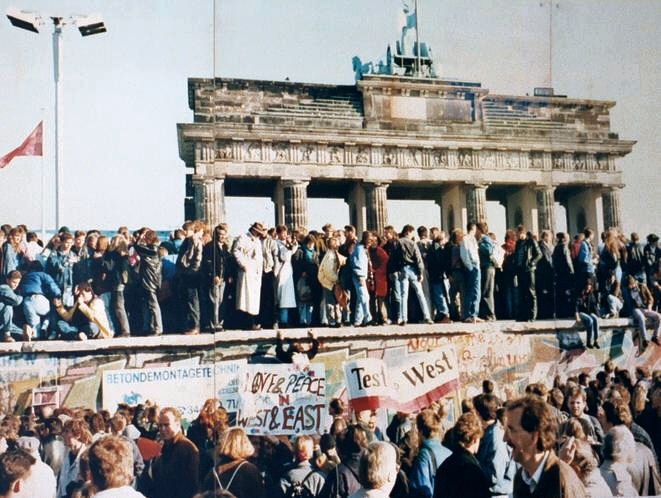
De val van de Berlijnse Muur

Met het begrip die Wende (de omwenteling), ook wel die friedliche Revolution genoemd, worden de ontwikkelingen in 1989 en 1990 aangeduid waarmee de Duitse Democratische Republiek (DDR) geweldloos veranderde van een communistische dictatuur in een parlementaire democratie. 
Deze ontwikkeling was onder meer in gang gezet door de stakingen die al sinds 1980 plaatsvonden in Polen onder leiding van Solidarność en die op 4 juni 1989 in Polen de eerste (gedeeltelijk) vrije verkiezingen hadden weten af te dwingen. Daarnaast verzachtte de Sovjet-Unie, onder leiding van Michail Gorbatsjov, haar greep op Oost-Europa. Dit inspireerde de Oost-Duitsers om op grote schaal te gaan protesteren. De belangrijkste gebeurtenis in deze periode was de opening van de Berlijnse Muur (de "val van de Muur") op 9 november 1989. Uiteindelijk mondde de Wende in 1990 uit in de Duitse hereniging.
De term "Die Wende" werd op 16 oktober 1989, bijna een maand voor de val van de Muur, gebruikt op de voorpagina van het weekblad Der Spiegel. Twee dagen later gebruikte Egon Krenz dezelfde term in een toespraak.

## Belangrijkste gebeurtenissen
De belangrijkste gebeurtenissen in 1989 en 1990 waren:
- De openstelling van de grens tussen Hongarije en Oostenrijk op 19 augustus 1989. In het kader van een Pan-Europese picknick werd de grens een aantal uren opengesteld. Ruim 600 DDR-burgers maakten van de gelegenheid gebruik om de grens naar Oostenrijk over te steken en te vluchten naar de Bondsrepubliek. Hierna kwam een massale vluchtelingenstroom op gang uit de DDR naar Tsjecho-Slowakije (het enige land dat Duitsers uit de DDR zonder visum konden bezoeken) en naar Hongarije, dat op 11 september de grenzen met Oostenrijk definitief had geopend. Vanaf 11 september vluchtten via Hongarije binnen 3 dagen 15.000 DDR-burgers, tot het eind van de maand gevolgd door nog eens 20.000 vluchtelingen. In de ambassade van de Bondsrepubliek in Praag verzamelden zich 4700 vluchtelingen, terwijl de ambassade in Warschau 800 vluchtelingen telde.
- Op 7 oktober, op de dag van de 40e verjaardag van de DDR, zijn het geschat 15.000 bewoners van de stad Plauen (Sachsen) die zich als eersten massaal op straat uitten over hun ongenoegen over de omstandigheden in de DDR.[1]
- Op 31 oktober 1989 besprak het Politbureau van de SED een strikt geheim "Schürer-document". Dit stelde voor de Berlijnse Muur te openen als laatste ruilmiddel voor leningen en economische samenwerking met West-Duitsland. Zo hoopten ze een dreigende daling van de levensstandaard en staatsbankroet af te wenden. Het MfS (afdeling economie/HA XVIII) bevestigde dit als enige manier om de ineenstorting van de DDR te voorkomen.[2][3]
- De vreedzame maandagdemonstraties die in Leipzig gehouden werden om te demonstreren voor meer vrijheden. Deze demonstraties werden zo massaal dat het DDR-regime deze niet meer kon onderdrukken zonder een bloedbad aan te richten.
- Op 9 oktober namen 70.000 mensen aan de demonstratie deel en op 4 november demonstreerden 500.000 mensen in Oost-Berlijn.
- Op 9 november 1989 werd de Berlijnse Muur geopend, waarna miljoenen Duitsers uit de DDR het westen bezochten (en grotendeels terugkeerden). Dit was het gevolg van een misverstand. Günter Schabowski, woordvoerder van de DDR, gaf die avond een persconferentie. Hij benoemde per ongeluk een conceptwet die het voor DDR-burgers makkelijker zou maken om naar het westen te emigreren. Het voorstel was nog niet uitgewerkt en stond nog ter discussie. Schabowski dacht dat het een nieuwe wet was en stelde dat DDR-burgers vrij de grens mochten oversteken. Na vragen uit de zaal stelde hij dat de wet per direct inging en dat men zowel naar de Bondsrepubliek als naar West-Berlijn mocht reizen.[4][5][6][7] Dit werd opgepakt door de ARD en ZDF (die ook in het oosten te ontvangen waren) en leidde ertoe dat duizenden mensen samen kwamen bij de zes Berlijnse grensovergangen en van de verbaasde grenswachten eisten dat ze erdoor mochten. Die avond besloten de wachters van de doorgang bij de Bornholmer Straße om de poort open te gooien waarna andere grensposten volgden en de val van de Muur een feit was.
- De overgang naar een parlementaire democratie werd voorbereid door rondetafelgesprekken tussen de SED-regering onder Hans Modrow en vertegenwoordigers van oppositiegroeperingen. Het eerste rondetafelgesprek vond plaats op 7 december 1989 en het zestiende en laatste gesprek vond plaats op 12 maart 1990. Deze gesprekken resulteerden in de eerste vrije verkiezingen in de DDR op 18 maart 1990.

De nieuwe democratisch gekozen regering-De Maizière begon de onderhandelingen met de Bondsrepubliek en de geallieerde bezettingsmachten. Op 22 juli werden de districten van de DDR samengevoegd tot deelstaten. Op 3 oktober 1990 hief de DDR zich op en sloten de nieuwe Duitse deelstaten zich aan bij de Bondsrepubliek.